# 孟敬子
孟敬子（？—？），姬姓，魯国孟孙氏第11代宗主，名捷，世稱仲孙捷，諡號敬，是孟武伯的儿子。据说他是孟子的高祖父。
曾子有重病，孟敬子去探望他。曾子对孟敬子说：“鸟之将死，其鸣也哀；人之将死，其言也善。君子所贵乎道者三：动容貌，斯远暴慢矣；正颜色，斯近信矣；出辞气，斯远鄙倍矣。笾豆之事，则有司存。”。